# Marija Zubova
Marija Vojnovna Zubova (Мария Воиновна Зубова), född 1749, död 1799 i Sankt Petersburg, var en rysk tonsättare och konsertsångare. Hon var känd i sin samtid för sina folkvisor. 

## Biografi
Zubova var dotter till viceamiral Voin Rimsky-Korsakov och gift med A. Zubov, guvernör i Kursk. Zubov skrev dikter och är särskilt känd för sin sång "Exp" Novikova. Många av hennes verk publicerades i den andra delen av en sångsamling, nedskriven av Novikov-Tjulkov (1770). Hon var känd som en skicklig sångare och framförde folksång vid privata konserter och soirer. MN Makarova beskrev henne som "Den bästa sångerskan i början av Katarina II:s regeringstid".[källa behövs] En sång som tillskrevs henne 1791 var dock möjligen en traditionell folksång. Hon översatte också sång från franska till ryska, men utan att publiceras. I ett brev från FV Rostoptjin till SR Vorontsov 9 oktober 1799, strax efter hennes död, beskrevs hon som "en intelligent och behaglig kvinna i stil med Merteuil" från romanen Les Liaisons Dangereuses av Choderlos de Laclos.